# Eadie Island
Eadie Island ist eine 1,5 km lange Insel im Archipel der Südlichen Shetlandinseln. Sie liegt zwischen Aspland Island und O’Brien Island in der von Chile als Islas Piloto Pardo bezeichneten östlichen Inselgruppe des Archipels.
Fabian Gottlieb von Bellingshausen benannte die aus Eadie Island, Aspland Island sowie O’Brien Island bestehende Gruppe bei seiner Antarktisfahrt (1819–1821) im Jahr 1821 als Ostrowa Tri Brata (deutsch Drei-Brüder-Inseln). Namensgeber der hier beschriebenen Insel, die bis dahin unbenannt geblieben war, ist seit 1937 im Zuge der bei den britischen Discovery Investigations vorgenommenen Vermessungen Donald Eadie (* 1883), Ausbaggerungsingenieur und Werftmanager beim Melbourne Harbour Trust im australischen Williamstown.